# Lozivok (Budîșce), Cerkasî
Lozivok (în ucraineană Лозівок) este un sat în comuna Budîșce din raionul Cerkasî, regiunea Cerkasî, Ucraina.

## Demografie
Componența lingvistică a localității Lozivok
     Ucraineană (92,81%)
     Rusă (7,06%)
     Alte limbi (0,14%)
Conform recensământului din 2001, majoritatea populației localității Lozivok era vorbitoare de ucraineană (92,81%), existând în minoritate și vorbitori de rusă (7,06%).